# Płomnica
Płomnica (Czerniawka, niem. Plagnitz, Plakwitz) – potok górski, prawy dopływ Łomniczki o długości 4,23 km.
Potok płynie w Sudetach Zachodnichch w Karkonoszach w woj. dolnośląskim. W części źródliskowej składa się z dwóch potoczków: Płóknicy i Niedźwiady, wypływających wachlarzowato z zalesionego północno-wschodniego zbocza Czarnego Grzbietu. Dłuższy, Płóknica (925 m), wypływa ze źródła na wysokości około 1200 m n.p.m., a krótszy, Niedźwiada (800 m), ma źródło poniżej Przełęczy Sowiej, na wysokości około 1145 m n.p.m. Oba potoki płyną przez teren Karkonoskiego Parku Narodowego i na jego końcu łączą się, tworząc Płomnicę. Potok w górnym biegu płynie zalesioną, stromą, ale wąską i głęboką Sowią Doliną, w dolnym biegu płynie przez teren Karpacza w kierunku Łomniczki, do której wpada na wysokości ok. 560 m n.p.m. Zasadniczy kierunek biegu potoku jest północno-zachodni. 
Potok w większości nieuregulowany, o wartkim prądzie wody, zwłaszcza w okresach wzmożonych opadów i wiosennych roztopów. Wzdłuż niego prowadzi czarny szlak turystyczny z Karpacza do turystycznego przejścia granicznego z Czechami na Przełęczy Sowiej (Sovi sedlo).

## Bibliografia

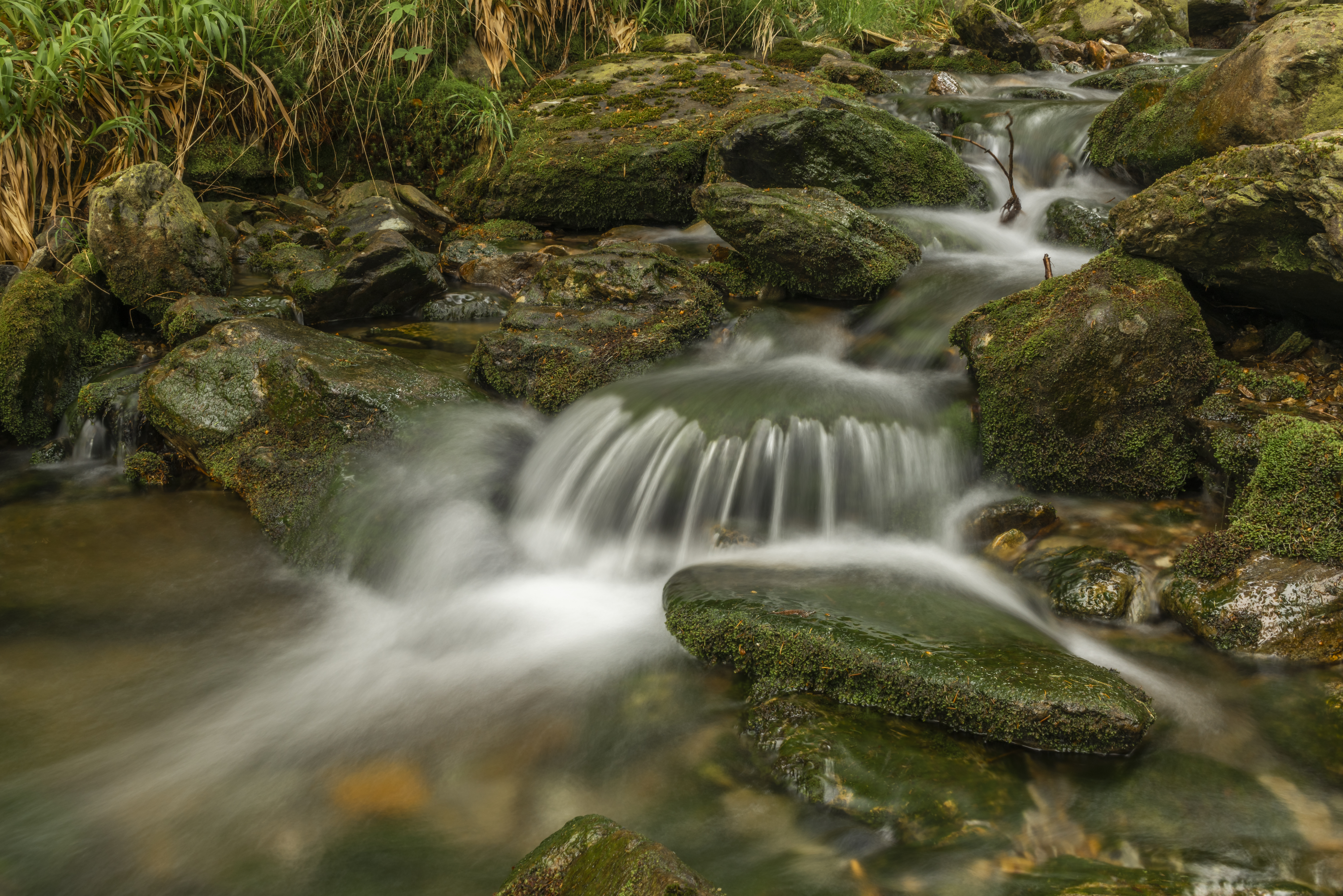